# بزرگراه‌های سری ۴۰۰
بزرگراه‌های سری ۴۰۰ (انگلیسی: 400-series highways) شبکه‌ای از آزادراه‌ها در سراسر بخش انتاریوی جنوبی استان انتاریو کانادا هستند که زیرمجموعه خاصی از سیستم بزرگراه‌های استانی را تشکیل می‌دهند. آنها مشابه سیستم سامانه بزرگراه‌های میان ایالتی در ایالات متحده آمریکا یا سیستم Autoroute استان کبک هستند و توسط وزارت ترابری انتاریو اداره می‌شوند.